# 孝感专区
孝感专区，中华人民共和国湖北省已撤销的专区，在今湖北省中东部。

## 历史
1949年置，专员公署驻孝感县（今孝感市孝南区）。辖孝感、黄陂、黄安、礼山、应山、随县、安陆、应城、云梦9县。
1951年，原沔阳专区所属汉川、汉阳2县划入孝感专区；由应城县析设应城矿区（县级）。专区辖11县、1矿区。
1952年，原大冶专区所属武昌、咸宁、通城、通山、崇阳、蒲圻、嘉鱼7县划入孝感专区；将黄安县划归黄冈专区；随县划归襄阳专区；礼山县改名大悟县。1953年，撤销应城矿区，并入应城县。专区辖16县。
1960年，撤销孝感专区，所属16县划归武汉市。同年，撤销通城县，并入崇阳县；撤销嘉鱼县，并入武昌县；撤销蒲圻县，并入咸宁县；撤销云梦县，并入安陆县。
1961年，恢复孝感专区，专署驻孝感县。辖原属武汉市的孝感、应山、大悟、黄陂、汉阳、武昌、汉川、咸宁、应城、通山、崇阳、安陆12县。同年，恢复通城、蒲圻、嘉鱼、云梦4县。辖16县。
1965年，将咸宁、武昌、通山、崇阳、通城、蒲圻、嘉鱼7县划归咸宁专区。孝感专区辖9县。
1970年，撤销孝感专区，改置孝感地区。